# Santiago Reig Pascual
Santiago Reig Pascual (Cocentaina, 1921 – Santa Cruz de Tenerife, 2012) was een Spaans componist, muziekpedagoog, dirigent, muziekcriticus en pianist. Als muziekcriticus gebruikte hij zijn pseudoniem: Ernani. 

## Levensloop
Zijn eerste muzieklessen kreeg Reig Pascual van de organist Enrique Pérez Margarit aan de kerk "Santa Maria de Cocentaina". Hij was solist in het militaire muziekkorps. Later werd hij dirigent van de Banda Militar del Regimiento de Infantería in Santa Cruz de Tenerife. In deze functie bleef hij, tot hij met pensioen ging. Hij is eveneens dirigent van het Orquesta Sinfónica de Tenerife. Hij werd onderscheiden met de «Añavingo» prijs door het Centro Cultural y de Recreo de Arafo. Verder is hij gastdirigent bij de Banda Municipal de Música de Santa Cruz de Tenerife. 
Als componist schreef hij kamermuziek, maar vooral werken voor banda (harmonieorkest). Santiago Reig Pascual overleed in 2012 op 91-jarige leeftijd.

## Composities

### Werken voor banda (harmonieorkest)
- 1958 Comandante Bello, marcha militar
- 1983 Canta Tenerife, paso-doble
- 1985 Aires Canarios
- 1994 Preludi a l'Alba
- Canción canaria
- Castañuelas y flores, paso-doble
- Constelaciones, marcha
- Danza bética
- De romería, paso-doble
- Diego Encinoso, paso-doble
- Dos escenas orientales
- El comtat, paso-doble
- El plor del moro, marcha mora
- Gran isa canaria
- Los toros de Sanlúcar, paso-doble
- Mariola, paso-doble
- Mis folías
- Romance
- Salvador Vañó, paso-doble

### Kamermuziek
- Fueron ilusiones, cha-cha-chá
- ¡Qué dicha!, bolero